# Tindaria jinxingae
Tindaria jinxingae is een tweekleppigensoort uit de familie van de Tindariidae. De wetenschappelijke naam van de soort is voor het eerst geldig gepubliceerd in 1990 door Xu.